# Federico II di Baden
Federico II di Baden (Karlsruhe, 9 luglio 1857 – Badenweiler, 8 agosto 1928) fu l'ultimo granduca di Baden.

## Biografia

### Giovinezza ed educazione

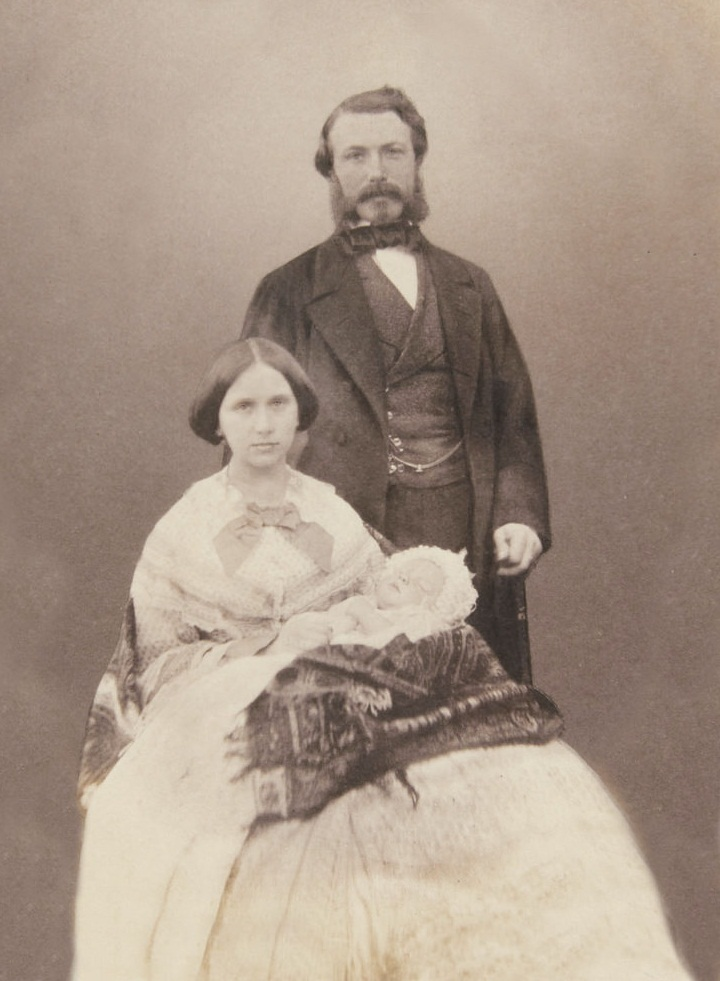
Il granduca Federico I di Baden, Luisa di Prussia e il figlio Federico

Federico II di Baden era figlio del granduca Federico I di Baden (1826-1907) e della granduchessa Luisa di Prussia (1838-1923). I suoi nonni paterni erano il granduca Leopoldo I di Baden (1790-1852) e la granduchessa Sofia Guglielmina (1801-1865), nata principessa di Svezia; quelli materni l'imperatore Guglielmo I di Germania (1797-1888) e l'imperatrice Augusta di Sassonia-Weimar (1811-1890).
Inizialmente educato da un tutore privato senza che avesse contatti con i suoi coetanei, successivamente Federico venne inviato al "Friedrichs-Gymnasium" di Karlsruhe con undici compagni cittadini di alto livello d'istruzione. Il risultato di questa politica di educazione fu che divenne un ragazzo timido e introverso, poco interessato al governo; pertanto la famiglia pensò di inviarlo nel Reggimento di Granatieri n. 109 di stanza a Karlsruhe, che era al servizio della Prussia.
Nel 1875 fece un viaggio in Italia che lo portò a toccare Roma e la Sicilia, per poi tornare in patria, dove si recò all'Università di Heidelberg per studiare storia e diritto. Come studente dell'Università di Heidelberg, Federico fu membro della Suevia Corps, un'organizzazione studentesca locale. Studiò quindi a Bonn, dove fu compagno di studi del cugino, più giovane di lui di due anni, Guglielmo di Prussia, futuro kaiser Guglielmo II. Dal 1878 al 1879 Federico studiò a Friburgo, ma anche qui dimostrò scarso interesse per gli studi accademici.

### Carriera politica
Il padre di Federico, sapendo che questo figlio svogliato un giorno avrebbe dovuto comunque ascendere al trono della sua casata, cercò di farlo interessare alla politica, nominandolo membro della Badische Ständeversammlung (la dieta del Baden) come principe della casa di Baden, ove rimase dal 1875 al 1906. Malgrado questo, a Federico non riuscì di appassionarsi e prese parte solo occasionalmente ad alcune riunioni della Camera tra il 1875-1876 ed il 1903-1906.

### Carriera militare
Nell'ottobre del 1880 Federico venne inserito dal padre nel 1º reggimento di guardie di Potsdam come soldato dell'esercito prussiano. Dopo il suo matrimonio, nel 1885 venne trasferito al reggimento di fanteria n. 113 di stanza a Friburgo in Brisgovia, per poi passare, dal 1891 al 1893, a Berlino e poi fare ritorno sino al 1897 a Friburgo. Nel 1897 Federico venne nominato dall'imperatore Guglielmo II comandante generale dell'VIII corpo d'armata a Coblenza, ove rimase sino al 1901. Durante il periodo a Coblenza ebbe come sottoposto anche Paul von Hindenburg. Federico venne quindi nominato generale e feldmaresciallo nel 1905 e infine decise di ritirarsi dal servizio attivo per motivi di salute, non prendendo quindi parte alla prima guerra mondiale.

### Matrimonio

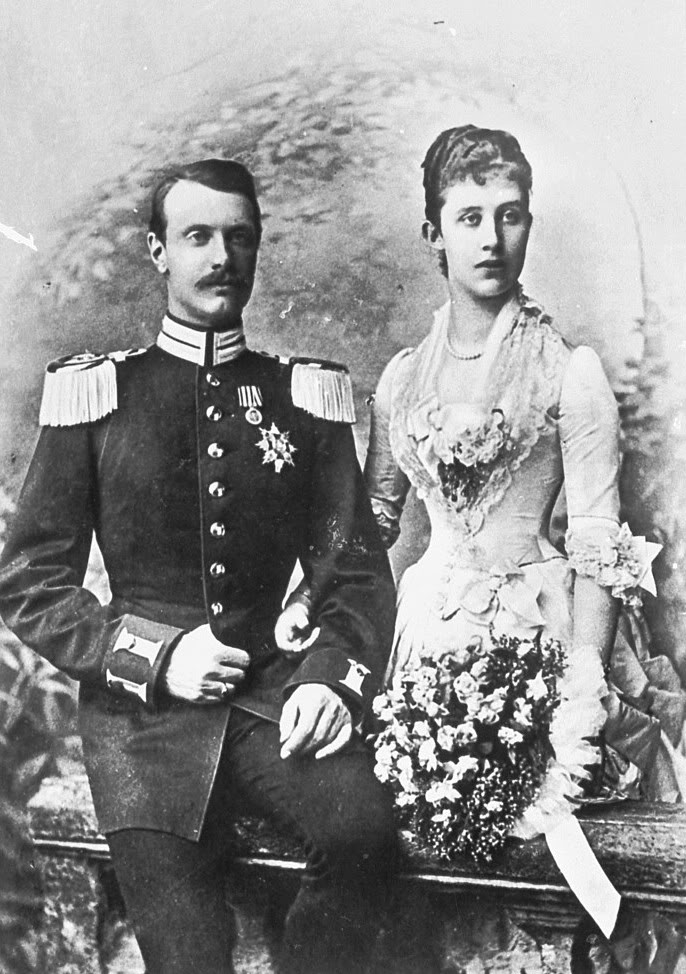
Federico di Baden e Hilda di Lussemburgo

Il 20 settembre 1885 sposò Hilda di Lussemburgo, figlia del granduca Adolfo di Lussemburgo e della principessa Adelaide Maria di Anhalt-Dessau, dalla quale però non ebbe figli. La coppia, a causa della propria riservatezza, non riuscì a riscuotere un grande consenso popolare.

### Regno
Federico divenne granduca il 28 settembre 1907 alla morte del padre, il granduca Federico I. Federico aveva già assunto la reggenza tra il novembre 1881 e l'ottobre 1882, quando suo padre era ammalato di tifo. Una volta salito al trono, egli continuò sostanzialmente la politica liberale del padre, promuovendo l'Università di Mannheim e la Kunsthalle di Karlsruhe (1909), progettata dal padre e portata a termine sotto il suo regno dall'architetto Hans Thoma.
Sulla scia della rivoluzione tedesca, abdicò il 22 novembre 1918. Nell'area del granducato si formò quindi lo Stato del Baden, che nel 1951/52 divenne parte dell'attuale Baden-Württemberg.

### Ultimi anni e morte
Federico e la moglie Hilda, dopo la rinuncia al trono, vissero nel castello di Langenstein, ospiti del conte Robert Duglas, e nel 1920 si trasferirono a Friburgo. Negli anni seguenti la salute di Federico II peggiorò, al punto tale che divenne quasi cieco. Morì nel 1928 a Badenweiler, dove si recava sovente per delle cure. È sepolto nella cappella sepolcrale granducale di Karlsruhe.

## Ascendenza
|                                     |                                   |                                            | Genitori                                  |  |  | Nonni |  |  | Bisnonni                |  |  | Trisnonni                 |  |
|                                     |                                   |                                            |                                           |  |  |       |  |  | Carlo Federico di Baden |  |  | Federico di Baden-Durlach |  |
|                                     |                                   |                                            |                                           |  |  |       |  |  | Carlo Federico di Baden |  |  | Federico di Baden-Durlach |  |
|                                     |                                   | Amalia di Nassau-Dietz                     |                                           |  |  |       |  |  | Carlo Federico di Baden |  |  |                           |  |
| Leopoldo di Baden                   |                                   |                                            |                                           |  |  |       |  |  | Carlo Federico di Baden |  |  |                           |  |
|                                     |                                   | Luisa Carolina di Hochberg                 | Luigi Enrico Filippo Geyer di Geyersberg  |  |  |       |  |  |                         |  |  |                           |  |
|                                     |                                   | Luisa Carolina di Hochberg                 | Luigi Enrico Filippo Geyer di Geyersberg  |  |  |       |  |  |                         |  |  |                           |  |
|                                     |                                   | Luisa Carolina di Hochberg                 | Massimiliana Cristiana di Sponeck         |  |  |       |  |  |                         |  |  |                           |  |
| Federico I di Baden                 |                                   | Luisa Carolina di Hochberg                 |                                           |  |  |       |  |  |                         |  |  |                           |  |
|                                     |                                   | Gustavo IV Adolfo di Svezia                | Gustavo III di Svezia                     |  |  |       |  |  |                         |  |  |                           |  |
|                                     |                                   | Gustavo IV Adolfo di Svezia                | Gustavo III di Svezia                     |  |  |       |  |  |                         |  |  |                           |  |
|                                     |                                   | Gustavo IV Adolfo di Svezia                | Sofia Maddalena di Danimarca              |  |  |       |  |  |                         |  |  |                           |  |
| Sofia Guglielmina di Svezia         |                                   | Gustavo IV Adolfo di Svezia                |                                           |  |  |       |  |  |                         |  |  |                           |  |
|                                     |                                   | Federica di Baden                          | Carlo Luigi di Baden                      |  |  |       |  |  |                         |  |  |                           |  |
|                                     |                                   | Federica di Baden                          | Carlo Luigi di Baden                      |  |  |       |  |  |                         |  |  |                           |  |
|                                     |                                   | Federica di Baden                          | Amalia d'Assia-Darmstadt                  |  |  |       |  |  |                         |  |  |                           |  |
| Federico II di Baden                |                                   | Federica di Baden                          |                                           |  |  |       |  |  |                         |  |  |                           |  |
|                                     | Federico Guglielmo III di Prussia | Federico Guglielmo II di Prussia           |                                           |  |  |       |  |  |                         |  |  |                           |  |
|                                     | Federico Guglielmo III di Prussia | Federico Guglielmo II di Prussia           |                                           |  |  |       |  |  |                         |  |  |                           |  |
|                                     | Federico Guglielmo III di Prussia | Federica Luisa d'Assia-Darmstadt           |                                           |  |  |       |  |  |                         |  |  |                           |  |
| Guglielmo I di Germania             | Federico Guglielmo III di Prussia |                                            |                                           |  |  |       |  |  |                         |  |  |                           |  |
|                                     |                                   | Luisa di Meclemburgo-Strelitz              | Carlo II di Meclemburgo-Strelitz          |  |  |       |  |  |                         |  |  |                           |  |
|                                     |                                   | Luisa di Meclemburgo-Strelitz              | Carlo II di Meclemburgo-Strelitz          |  |  |       |  |  |                         |  |  |                           |  |
|                                     |                                   | Luisa di Meclemburgo-Strelitz              | Federica Carolina Luisa d'Assia-Darmstadt |  |  |       |  |  |                         |  |  |                           |  |
| Luisa di Prussia                    |                                   | Luisa di Meclemburgo-Strelitz              |                                           |  |  |       |  |  |                         |  |  |                           |  |
|                                     |                                   | Carlo Federico di Sassonia-Weimar-Eisenach | Carlo Augusto di Sassonia-Weimar-Eisenach |  |  |       |  |  |                         |  |  |                           |  |
|                                     |                                   | Carlo Federico di Sassonia-Weimar-Eisenach | Carlo Augusto di Sassonia-Weimar-Eisenach |  |  |       |  |  |                         |  |  |                           |  |
|                                     |                                   | Carlo Federico di Sassonia-Weimar-Eisenach | Luisa Augusta d'Assia-Darmstadt           |  |  |       |  |  |                         |  |  |                           |  |
| Augusta di Sassonia-Weimar-Eisenach |                                   | Carlo Federico di Sassonia-Weimar-Eisenach |                                           |  |  |       |  |  |                         |  |  |                           |  |
|                                     |                                   | Marija Pavlovna Romanova                   | Paolo I di Russia                         |  |  |       |  |  |                         |  |  |                           |  |
|                                     |                                   | Marija Pavlovna Romanova                   | Paolo I di Russia                         |  |  |       |  |  |                         |  |  |                           |  |
|                                     |                                   | Marija Pavlovna Romanova                   | Sofia Dorotea di Württemberg              |  |  |       |  |  |                         |  |  |                           |  |
|                                     |                                   | Marija Pavlovna Romanova                   |                                           |  |  |       |  |  |                         |  |  |                           |  |